# Sain Alto (kommun)
Sain Alto är en kommun i Mexiko.   Den ligger i delstaten Zacatecas, i den centrala delen av landet, 600 km nordväst om huvudstaden Mexico City.
Följande samhällen finns i Sain Alto:
- Sain Alto
- Cañas
- José María Morelos
- El Fresno
- Mercurio
- El Sauz
- Quince de Septiembre
- El Oliván
- Mesa de la Cruz
- Río Frío